# Macrobrachium rosenbergii
El camarón gigante de Malasia, langostino azul o langostino malayo (Macrobrachium rosenbergii) es una especie de camarón de la familia Palaemonidae en el orden Decapoda que habita en Asia Tropical en la Región Indomalaya, desde el Subcontinente Indio hasta el norte de Australia y Nueva Guinea. También se encuentra en varios países de América Latina y África por la práctica de acuicultura. Se alimenta de parásitos y tejidos muertos. Su cultivo puede ocasionar impacto negativo en los afluentes. Puede crecer hasta más de 30 cm. Es el langostino más grande cultivado en el Mundo. Habita en agua dulce pero en estado larval requiere de agua salobre. A menudo vive en aguas muy turbias. 

## Descripción
La coloración es verde o azul con rayas negras.